# Al Rosen
Albert Leonard Rosen (29 tháng 2 năm 1924 – 13 tháng 3 năm 2015), biệt danh là "Flip" và "The Hebrew Hammer", là một cầu thủ canh gôn số ba bóng chày và võ sĩ nhà nghề thuận tay phải người Mỹ tại Major League Baseball trong mười mùa giải vào các thập niên 1940 và 1950.